# Infundibulipora
Infundibulipora is een geslacht van mosdiertjes uit de familie van de Cytididae en de orde Cyclostomatida. De wetenschappelijke naam ervan werd in 1972 voor het eerst geldig gepubliceerd door Brood.

## Soorten
- Infundibulipora lucernaria (Sars, 1851)
- Infundibulipora prolifera (Kluge, 1946)